# 西沃什·马顿
西沃什·马顿（匈牙利語：Szívós Márton，1981年8月19日—），匈牙利前男子水球运动员。他曾代表匈牙利国家队参加2012年和2016年夏季奥林匹克运动会水球比赛，均获得第五名。